# Championnat du Mékong des clubs 2015
Navigation
Édition 2014 Édition 2016
Le Championnat du Mékong des clubs 2015 est la seconde édition du Championnat du Mékong des clubs, une compétition regroupant les clubs du Sud-Est asiatique, vainqueur de leur championnat ou de leur coupe nationale. Cette édition regroupe cinq formations représentant cinq nations : le Viêt Nam, le Laos, le Cambodge, la Birmanie et la Thaïlande, qui engage une équipe pour la première fois.
C'est le club thaïlandais de Buriram United qui remporte le trophée, après avoir battu en finale les Cambodgiens de Boeung Ket Angkor. C'est le tout premier titre international de l'histoire du club.

## Équipes participantes
Entre directement en finale :
- Buriram United - Vainqueur de la Thai League Cup 2015

Entre directement en demi-finale :
- Becamex Bình Dương - Champion du Viêt Nam 2015

Entrent au premier tour :
- Yangon United - Champion de Birmanie 2015
- Boeung Ket Angkor - Vainqueur de la première phase du championnat du Cambodge 2015
- Lao Toyota FC - Champion du Laos 2015

## Compétition

### Premier tour
| Rang | Équipe            | Pts | J | G | N | P | Bp | Bc | Diff |  | Résultats (▼ dom., ► ext.) |     |     |     |
| ---- | ----------------- | --- | - | - | - | - | -- | -- | ---- |  | -------------------------- | --- | --- | --- |
| 1    | Boeung Ket Angkor | 6   | 2 | 2 | 0 | 0 | 5  | 0  | +5   |  | Boeung Ket Angkor          |     | 3-0 |     |
| 2    | Yangon United     | 3   | 2 | 1 | 0 | 1 | 5  | 5  | 0    |  | Yangon United              |     |     | 5-2 |
| 3    | Lao Toyota FC     | 0   | 2 | 0 | 0 | 2 | 2  | 7  | -5   |  | Lao Toyota FC              | 0-2 |     |     |

| 1er novembre 2015 | Lao Toyota FC | 0 - 2 | Boeung Ket Angkor  | Stade Anouvong, Vientiane  |                            |
| 18:00             |               |       | 44e, 88e Vathanaka | Arbitrage : Suhaizi Shukri | Arbitrage : Suhaizi Shukri |
| 18:00             | (Rapport)     |       |                    | Arbitrage : Suhaizi Shukri | Arbitrage : Suhaizi Shukri |

| 22 novembre 2015 | Yangon United                                                    | 5 - 2 | Lao Toyota FC         | Stade Thuwunna, Rangoun                        |                                                |
| 18:00            | Adilson 14e, 21e · Htan 50e · Kyaw Ko Ko 62e · Yan Aung Kyaw 68e |       | 47e Honma · 90e Pooda | Spectateurs : 8 000 Arbitrage : Suhaizi Shukri | Spectateurs : 8 000 Arbitrage : Suhaizi Shukri |
| 18:00            | (Rapport)                                                        |       |                       | Spectateurs : 8 000 Arbitrage : Suhaizi Shukri | Spectateurs : 8 000 Arbitrage : Suhaizi Shukri |

| 29 novembre 2015 | Boeung Ket Angkor           | 3 - 0 | Yangon United | Stade Olympique, Phnom Penh                           |                                                       |
| 18:30            | Omogba 51e, 87e · Ajayi 63e |       |               | Spectateurs : 15 290 Arbitrage : Mohammed Jalal Uddin | Spectateurs : 15 290 Arbitrage : Mohammed Jalal Uddin |
| 18:30            | (Rapport)                   |       |               | Spectateurs : 15 290 Arbitrage : Mohammed Jalal Uddin | Spectateurs : 15 290 Arbitrage : Mohammed Jalal Uddin |

### Demi-finale
| 6 décembre 2015 | Becamex Bình Dương               | 2 - 3 | Boeung Ket Angkor              | Stade Hàng Đẫy, Hanoï                                               |                                                                     |
| 18:00           | Amougou 12e · Nguyen Anh Duc 88e |       | 40e (pen.), 54e, 80e Vathanaka | Spectateurs : 10 000 Arbitrage : Muhammad Taqi Aljaafari Bin Jahari | Spectateurs : 10 000 Arbitrage : Muhammad Taqi Aljaafari Bin Jahari |
| 18:00           | (Rapport)                        |       |                                | Spectateurs : 10 000 Arbitrage : Muhammad Taqi Aljaafari Bin Jahari | Spectateurs : 10 000 Arbitrage : Muhammad Taqi Aljaafari Bin Jahari |

### Finale
| 20 décembre 2015 | Buriram United   | 1 - 0 | Boeung Ket Angkor | Stade Suphachalasai, Bangkok         |                                      |
| 19:00            | Túñez 67e (pen.) |       |                   | Arbitrage : Mohd Amirul Izwan Yaacob | Arbitrage : Mohd Amirul Izwan Yaacob |
| 19:00            | (Rapport)        |       |                   | Arbitrage : Mohd Amirul Izwan Yaacob | Arbitrage : Mohd Amirul Izwan Yaacob |

| Championnat du Mékong des clubs 2015 Buriram United 1er titre |